# Polca-rock
Polca-rock é um ritmo ternário criado e difundido por artistas do estado de Mato Grosso do Sul, onde é muito popular. O gênero se baseia em ritmos fronteiriços, como a polca-paraguaia, o chamamé, a guarânia, o rasqueado, cururu e outros movimentos musicais que englobam o 3/4. Todos esses ritmos são originários das regiões que são banhadas pela Bacia do Prata, onde corre o Rio Paraguai.
Em 1964 a banda Sandro y Los de Fuego gravou na Argentina o EP Presentando a Sandro (CBS) incluindo o tema "Polka rock" de Alejandro Chamica. Inicialmente, o ritmo aparece na década de '70 com os artistas: Tetê e o Lirio Selvagem e Geraldo Roca, e depois disso, em 1997 a dupla Maria Claudia e Marcos Mendes gravam a música Colisão de Jerry Espíndola e Ciro Pinheiro, uma versão acústica com o ritmo que acaba sendo difundido pelas bandas que surgiram no início da década de '90 como a Croa (que futuramente se funde com Jerry Espíndola, virando Jerry Espíndola & Croa) e Arara Rara, além de cantores como o próprio Jerry Espíndola e Rodrigo Teixeira. O movimento toma proporções maiores, e outras grandes bandas locais começam a gravar algumas canções no ritmo polca-rock, tais como Filho dos Livres e Velho do Rio. 